# Offshoring
Der englische Begriff Offshoring – deutsch Auslandsverlagerung – bezeichnet eine Form der Verlagerung unternehmerischer Funktionen und Prozesse ins Ausland. Auslöser für eine Offshoring-Entscheidung sind in der Regel die im Ausland günstigeren Rahmenbedingungen, insbesondere bei den Arbeitskosten oder Abgaben. Der Begriff hat in Europa insbesondere aufgrund der Problematik von Arbeitsplatzverlagerungen in osteuropäische sowie asiatische Länder eine negative Deutung erhalten.
In der Computerbranche wird der Begriff oftmals im Zusammenhang mit den Standorten von Servern oder Services verwendet. Dabei beruht die Entscheidung für diese Verlagerung meist auf einer bestimmten Rechtslage oder Politik eines Staates, die das eigene Vorhaben begünstigt.

## Abgrenzungen
Der Begriff Offshoring lässt sich in Abgrenzung zu den Begriffen Outsourcing, Nearshoring, Onshoring und Reshoring unterschiedlich definieren.

### Offshoring vs. Insourcing/Outsourcing
Offshoring bezeichnet die geographische Verlagerung unternehmerischer Funktionen, während Insourcing/Outsourcing eine organisatorische Verlagerung bezeichnet. Die Verlagerung unternehmerischer Funktionen ins Ausland kann innerhalb eines Unternehmens stattfinden (sogenanntes internes oder captive Offshoring, auch Insourcing zu einer ausländischen Einheit genannt) oder die Funktionen können an ein unabhängiges Unternehmen im Ausland ausgelagert werden (sogenanntes Offshore Outsourcing, auch Outsourcing zu einer ausländischen Einheit genannt). Neben diesen beiden reinen Offshoringformen gibt es eine Bandbreite von Zwischenformen wie zum Beispiel Joint Venture mit einheimischen Partnern im Ausland.

### Farshoring vs. Nearshoring
Oft findet sich auch eine zusätzliche geografische Eingrenzung des Begriffs Offshoring; als Farshoring werden einschränkend nur Verlagerungen in weit entfernte Länder (von Europa aus gesehen hauptsächlich Länder in Amerika oder Asien) verstanden. Davon abzugrenzen ist das Nearshoring, das Verlagern von Aufgaben und Funktionen in nahe gelegene Länder. Nearshoring wird in Europa oftmals als sinnvolle Alternative zum Farshoring betrachtet. Aus Sicht der deutschsprachigen Länder kommen hierfür insbesondere die Länder der EU-Osterweiterung infrage. Geringe kulturelle Abweichungen, die geographische Nähe und die minimale Zeitverschiebung sind nur einige Vorteile dieser Länder.

### Offshoring vs. Onshoring
Unter Onshoring versteht man das Auslagern von Produktion oder Dienstleistungen innerhalb des Herkunftslandes des Auftraggebers.
Offshoring bezieht sich immer auf das Ausland.
Als Beispiel für Onshoring kann man eine Autofabrik heranziehen, die Türen von einem anderen Unternehmen bezieht, das sich in derselben Stadt befindet. Die Nähe stellt dabei einen Vorteil dar.

## Motive für Offshoring
Die Motive für Offshoring lassen sich grob in betriebswirtschaftliche, politisch-rechtliche, technisch-logistische und steuerliche Motive unterteilen (siehe auch: Harte und weiche Standortfaktoren.). Im Einzelnen kommen hier z. B. in Betracht:
- betriebswirtschaftliche Motive
  - Erschließung neuer Absatzmärkte
  - Erschließung neuer Beschaffungsmärkte
  - Erschließung von lokalem Know-how
  - Begrenzte Wachstumsmöglichkeiten im Inland
  - Niedrigere Lohnkosten
  - Niedrigere Energie- und Rohstoffpreise
- politisch-rechtliche Motive
  - Handelsschranken im Ausland
  - Local-Content-Klauseln
  - Höhere Kosten für den Export
  - Niedrigere Umweltstandards
  - Geringere Arbeitnehmerrechte, niedrigere Standards beim Arbeitsschutz
  - Kürzere/erleichterte Genehmigungsverfahren, geringere bürokratische Auflagen
  - Infrastrukturhilfen
- technisch-logistische Motive
  - Kürzere Absatzwege
  - Kürzere Beschaffungswege
  - geringere Transportkosten
  - Transport nur schwer möglich
  - Digitale Infrastruktur
- steuerliche Motive
  - Niedrigere effektive Unternehmensrate
  - Weniger umfangreiche Steuerbemessungsgrundlage
  - Subventionen
  - Sonderabschreibungen
  - Sonderwirtschaftszonen
  - Steuererleichterungen für ausländische Unternehmen / bestimmte Branchen/Rechtsformen

## Branchen und Zielländer
Neben multinationalen Konzernen und großen Firmen betreiben zunehmend auch mittelgroße Unternehmen Offshoring. Der Umfang der ausgelagerten Tätigkeiten geht von einzelnen Teilfunktionen bis hin zu vollständigen Abteilungen und Betriebsstandorten. Die Standorte befinden sich häufig in Schwellenländern mit vergleichsweise niedrigem Lohnniveau (auch Niedriglohnländer genannt). Deutsche Unternehmen sourcen hauptsächlich nach Osteuropa und Asien aus; nicht unbeachtlich ist aber auch das Outsourcing in andere EU-Länder.
Im Bereich der Software-Entwicklung sind die Transportkosten extrem gering, und Ergebnisse können in kürzester Zeit über das Internet verschickt werden. In diesem Bereich werden vielfach Tätigkeiten der Programmierung und Wartung, aber auch des Programm- und Systementwurfs ins Ausland verlagert.
Ein häufig genanntes Beispiel für das Offshoring ist die Auslagerung der IT-Anwendungsentwicklung nach Indien, wo vor allem in der Metropole Bengaluru zahlreiche Anbieter von IT-Dienstleistungen (z. B. Covansys, Infosys, Wipro Technologies, Tata Consultancy Services (TCS), NIIT Technologies), aber auch Töchter von US-amerikanischen (unter anderem IBM und Microsoft) und europäischen Unternehmen (unter anderem SAP und Siemens) angesiedelt sind. Zunehmend profiliert sich auch die Volksrepublik China als Offshoring-Land. Mittlerweile gehen die Anbieter von IT-Dienstleistungen auch dazu über, eigene Niederlassungen in den Hochlohnländern aufzubauen, um Aufträge zu akquirieren, die dann in den Heimatländern ausgeführt werden. Mittlerweile haben sich in Deutschland spezialisierte Dienstleister ausgebildet, die das Offshoring für die produzierende Industrie übernehmen, z. B. ALTHOM.

## Ausgangsländer und Bedeutung des Offshoring
Im Vergleich mit den USA und Großbritannien ist das Offshoring in Deutschland bislang relativ schwach ausgeprägt, was nicht zuletzt auf die Sprach- und Kulturbarrieren zurückzuführen ist: da Englisch in Indien eine der Amtssprachen ist, bestehen hier Vorteile für die Akquisition von Aufträgen aus angloamerikanischen Ländern.
Das McKinsey Global Institute schätzt aufgrund von Studien, dass im Jahre 2003 ca. 1,5 Mio. Dienstleistungsjobs von entwickelten Ländern abgewandert sind. Diese Zahl soll sich bis 2008 auf 4,1 Mio. erhöhen. Um diese Zahlen in den richtigen Kontext zu setzen, sei darauf hingewiesen, dass alleine in Amerika pro Monat über 4 Mio. Menschen ihren Arbeitsplatz wechseln. Darüber hinaus zeigen Untersuchungen der OECD, bei denen die Exporte von Dienstleistungen als Schätzungsgrundlage dienen, dass drei Länder der zehn Spitzenreiter zur heutigen EU gehören. Das soll zeigen, dass es in Europa auch starke Tendenzen gibt, Offshoring innerhalb von Europa zu betreiben. Trotzdem könnten nach Schätzungen der OECD bis zu 20 Prozent der Arbeitsplätze in den 15 EU-Ländern vor der Expansion, in USA, Kanada und Australien durch Offshoring verloren gehen.
Die Erfassung der internationalen Verlagerungstätigkeiten aus Deutschland beruht weithin auf Schätzungen. Für das Berichtsjahr 2006 veröffentlichte das Statistisches Bundesamt 2008 im Rahmen einer freiwilligen Piloterhebung erstmals eine Bestandsaufnahme zur Auslandsverlagerung, und für das Berichtsjahr 2016 beteiligte es sich an einer von Eurostat koordinierten europaweiten Sondererhebung, deren Ergebnisse 2019 veröffentlicht wurden. Einer Studie zu Unternehmen, die zwischen 2014 und 2016 wirtschaftliche Aktivitäten aus Deutschland in das Ausland verlagert haben, reicherte die Daten der Sondererhebung des Berichtsjahrs 2016 mittels Mikrodatenverknüpfung um zusätzliche Strukturmerkmale an. Als Ergebnis dieser Studie wurde der Beschäftigungsabbau durch Auslandsverlagerungen in diesem Zeitraum für „eher moderat“ befunden. Zugleich wurde ein Ansatz zur Charakterisierung verlagernder Unternehmen vorgestellt, um „mithilfe vorab verfügbarer Einzeldaten unterschiedlicher Unternehmensstatistiken Unternehmen zu identifizieren, die mit einer höheren Wahrscheinlichkeit Verlagerungsaktivitäten aufweisen“, was es ermöglichen sollte, derartige Unternehmen in künftigen Stichprobenerhebungen gezielt zu befragen. Im März 2024 erklärte Staatssekretärin Franziska Brantner auf eine Anfrage hin, dass „keine aktuellen Daten aus der amtlichen Statistik zur Abwanderung von Unternehmen ins Ausland“ vorliegen.

## Bewertung des Offshoring
In der wirtschaftlichen Betrachtung werden unter anderem Arbeitskostenersparnisse, der Zugriff auf qualifiziertes Fachpersonal und die Ausnutzung der Zeitverschiebung als Vorteile des Offshoring verstanden. Gleichzeitig schafft Offshoring auch neue Kosten und Risiken: erhöhter Administrations- und Kommunikationsaufwand, interkulturelle Missverständnisse, infrastrukturelle Defizite und viele weitere Faktoren können je nach Art der verlagerten Unternehmensfunktion die Vorteile des Offshorings schmälern oder gar überkompensieren. Insbesondere ist auf das Controlling des Zulieferbetriebs zu achten. Wurde die wirtschaftliche Bewertung eines Offshoring Vorhabens in der Vergangenheit oft mit externen Beratern (Sourcing Advisors) erarbeitet, gibt es inzwischen online Werkzeuge zur Simulation der Wirtschaftlichkeit.
In der Zusammenarbeit mit indischen IT-Dienstleistern verweisen Kenner der Materie auf folgende häufig anzutreffenden Probleme: erheblich längere Durchlaufzeiten, mangelnde Termintreue und Arbeitsqualität, hoher Erläuterungsbedarf bei der Vergabe von Aufgaben, hohe Personalfluktuation, Mangel an Projektleitern, verspätete Benachrichtigung der Auftraggeber bei Problemen und nicht eingehaltene Zusagen. Umgekehrt kritisieren indische IT-Dienstleister an ihren Auftraggebern in Übersee oft unpräzise oder missverständliche Arbeitsvorgaben.
Durch die direkte Auswirkung auf Arbeitsplätze wird Offshoring auch auf politischer Ebene stark diskutiert. Kritiker, insbesondere Globalisierungskritiker und Gewerkschaften, befürchten, dass durch Offshoring viele Arbeitsplätze in Europa verloren gehen und ein ruinöser Wettbewerb der Staaten untereinander entsteht. In Worstcase-Szenarios prognostizieren sie soziale Zustände, wie sie zur Zeit der ersten Phase der Industrialisierung in Mitteleuropa herrschten. Naomi Klein setzt sich in ihrem Buch „No Logo“ kritisch mit Outsourcing auseinander. Sie legt dar, wie große US-Kleidungshersteller wie The GAP, Nike, Levi’s oder Esprit Produktionsstätten in Niedriglohnländer verlegen, wobei sie dabei auf die für europäische Verhältnisse einfachen Arbeitsbedingungen hinweist.
Dieser Kritik wiederum wird entgegengehalten, dass die Auslagerung von Tätigkeiten an günstigere Anbieter die Wettbewerbsfähigkeit der hiesigen Unternehmen stärkt und zugleich inländische Arbeitsplätze sichert. Durch Mischkalkulation soll es möglich sein, Produkte und Dienstleistungen zu international konkurrenzfähigen Preisen anzubieten. Mit dem steigenden Wohlstand der Offshoring-Länder erwartet man, dass diese mehr Waren aus den Industrieländern importieren. Dafür, dass Deutschland nur unterdurchschnittlich vom Offshoring profitiert, wird regelmäßig der stark regulierte Arbeitsmarkt in Deutschland verantwortlich gemacht: Die Abwanderung von manchen Arbeitsplätzen lässt sich nicht verhindern, zum Teil werden ganze Branchen verschwinden.